# Galion
Galion és una població dels Estats Units a l'estat d'Ohio. Segons el cens del 2000 tenia 11.341 habitants.

## Demografia
Segons el cens del 2000, Galion tenia 11.341 habitants, 4.791 habitatges, i 3.090 famílies. La densitat de població era de 882,8 habitants/km².
Dels 4.791 habitatges en un 31% hi vivien nens de menys de 18 anys, en un 48,3% hi vivien parelles casades, en un 12,2% dones solteres, i en un 35,5% no eren unitats familiars. En el 30,7% dels habitatges hi vivien persones soles el 13,6% de les quals corresponia a persones de 65 anys o més que vivien soles. El nombre mitjà de persones vivint en cada habitatge era de 2,34 i el nombre mitjà de persones que vivien en cada família era de 2,9.
Per edats la població es repartia de la següent manera: un 25,5% tenia menys de 18 anys, un 8,5% entre 18 i 24, un 27,8% entre 25 i 44, un 22,2% de 45 a 60 i un 16% 65 anys o més.
L'edat mediana era de 37 anys. Per cada 100 dones de 18 o més anys hi havia 82,7 homes.
La renda mediana per habitatge era de 31.513 $ i la renda mediana per família de 38.554 $. Els homes tenien una renda mediana de 32.517 $ mentre que les dones 19.792 $. La renda per capita de la població era de 16.113 $. Aproximadament l'11,9% de les famílies i el 14,7% de la població estaven per davall del llindar de pobresa.

## Poblacions més properes
El següent diagrama mostra les poblacions més properes.